# Spracharbeit und Kulturarbeit
Die Spracharbeit ist ein Teil der deutschen auswärtigen Kulturpolitik. Darunter fallen alle Aktivitäten, welche das Ziel haben, deutsche Sprachkenntnisse weltweit zu verbreiten. Der Begriff Kulturarbeit bezeichnet alle Aktivitäten, welche über die Spracharbeit hinausgehen.
Als „Spracharbeit“ bezeichnet man auch die Sprachpflege der deutschen Sprachgesellschaften in der Barockzeit.

## Beispiele
- Sprachkurse des Goethe-Instituts
- Förderung von Deutschunterricht und Ausbildung von Sprachlehrern im jeweiligen Gastland